# Islotes Infiernillos
Los Islotes Infiernillos son un grupo de islotes pertenecientes al Perú rodeados por  varias rocas, unas por encima y otras por debajo del nivel del mar. Están situados en el océano Pacífico a unos 1,7 km al sur de la punta Infiernillo. Desde el punto de vista administrativo forman parte de la provincia de Ica, en el departamento de Ica, dentro de los límites de la zona de amortiguamiento de la Reserva nacional de Paracas. 
Los islotes se encuentran bajo la influencia de las aguas frías de la corriente de Humboldt y están formados por rocas oscuras con manchas blanquecinas de guano de aves marinas. Se localizan en torno a los 14º 39’ de latitud S y los 75° 55’ de longitud O. La longitud máxima de este pequeño archipiélago es de 460 m, en sentido norte-sur,  y una anchura que ronda los 380 metros. El mayor de los islotes presenta la altura máxima del grupo, con 11 m s. n. m.; y en él existen aún restos del faro Lomitas, el cual ha sido desde hace mucho tiempo abandonado.
Las aguas que rodean los islotes son de importancia ecológica debido a la gran diversidad de vida que las habita siendo un lugar de reproducción y alimentación para muchas especies marinas. En medio del canal que separa a los islotes Infiernillos de la costa continental, se encuentra una roca anegadiza, llamada roca Mairo; esta roca recibe su nombre en recuerdo del vapor Mairo que chocó con ella en 1876.